# نهائي كأس إسبانيا 1967
```
نهائي كأس إسبانيا 1967
  هو النهائي 65 . لعبت المباراة النهائية في 
ملعب سانتياغو برنابيو
 في 
مدريد
 ، في 02 يوليو 1967 ، وفاز بها 
فالنسيا
 بعد تغلبه على 
أتلتيك بيلباو
 2-1 .
```